# Forst (Baden)
Forst este o comună din landul Baden-Württemberg, situată în apropierea orașului Bruchsal, Germania.